# La Cocha
La Cocha é uma cidade da Argentina, capital do departamento de La Cocha, província de Tucumã.